# Friedrichsvorstadt

Untere und Obere Friedrichsvorstadt (1841–1920)

Die Friedrichsvorstadt ist ein historischer Stadtteil von Berlin. Ihr Gebiet, außerhalb der Berliner Zollmauer vor der Friedrichstadt gelegen, wurde 1841 nach Berlin eingemeindet. Die Friedrichsvorstadt wurde im Norden begrenzt von der Charlottenburger Chaussee, im Osten von der Friedrichstadt und im Süden vom Landwehrkanal. Die Einwohnerzahl im Jahre 1910 betrug 24.717.
Verwaltungstechnisch wurde im wilhelminischen Berlin zwischen der Oberen (östlich der Linkstraße) und der Unteren Friedrichsvorstadt (westlich der Linkstraße) unterschieden. Die Obere Friedrichsvorstadt wurde bei der Bildung von Groß-Berlin im Jahr 1920 in den neugebildeten Bezirk Kreuzberg eingegliedert. Die Untere Friedrichsvorstadt, die sich zu einem großbürgerlichen Villengebiet („Geheimratsviertel“) entwickelt hatte, kam 1920 zum Bezirk Tiergarten.
Die Friedrichsvorstadt wurde im Zweiten Weltkrieg fast vollständig zerstört. Heute befinden sich dort das Diplomatenviertel mit zahlreichen ausländischen Botschaften, das Kulturforum und das nach 1990 neu entstandene Stadtquartier am Potsdamer Platz.
Die Bezeichnung „Friedrichsvorstadt“ ist heute aus dem allgemeinen Sprachgebrauch verschwunden; das Gebiet der Unteren Friedrichsvorstadt wird inzwischen Tiergartenviertel genannt.

## Historische Orte und Gebäude der Friedrichsvorstadt
- Großer Tiergarten
- Potsdamer Straße
- Potsdamer Bahnhof
- Anhalter Bahnhof
- Bendlerblock
- St.-Matthäus-Kirche
- Weinhaus Huth
- Grand Hotel Esplanade
- früheres Gebäude des Askanischen Gymnasiums